# Le Jury (collection française de littérature policière)
Ne doit pas être confondu avec Le Jury (collection belge de littérature policière).
La Collection Le Jury est une collection de romans policiers aux Éditions de Lutèce créée vers 1961.

## Liste des titres
1. Tueurs à domicile, par Paul Sherman, 1961
2. Enfer à crédit, par Raphaël Lorenzo
3. Cercle infernal, par Raphaël Lorenzo, 1962
4. Une fille dans la peau, par J. Sardes, 1962
5. À la cravache, par Hervé Pontiery
6. Une peau en trop, par Hervé Pontiery
7. Opération de nettoyage, par L. Lancaster
8. Chantage macabre, par Gérard Lussato
9. J'ai peur des briques, par Maurice Cauvin, 1963
10. Les lions meurent aussi, par Maurice Cauvin, 1964
11. Les Vautours, par Raphaël Lorenzo, 1965
12. Cherchez le fric !, par Alban Savignac
13. Les Tocards, par Paul Sherman
14. Corbillard anonyme, par Alban Savignac
15. Et si on les tuait toutes ?, par Raphaël Lorenzo
16. Souris ravageuse, par Raphaël Lorenzo
17. Les espions s'amusent, par Alban Savignac
18. On ne tue pas les fées, par Raphaël Lorenzo
19. À ne pas tuer, par Alban Savignac
20. Chantage au 2e Bureau, par Alban Savignac
21. Droit d'asile, par Alban Savignac, 1966
22. La Fin d'une espionne, par Alban Savignac
23. Trop jeune pour mourir, par Alban Savignac
24. Drôle de cuisine, par Alban Savignac
25. La Loi du milieu, par G. Dalys
26. Le bourreau attend, par Maurice Cauvin
27. Des souris dans le réseau, par Alban Savignac
28. Massacre à bout portant, par Alban Savignac

## Sources
- Dictionnaire des littératures policières sous la direction de Claude Mesplède, Joseph K., collection « Temps noir ».